# John Coyle (łyżwiarz)
John K. Coyle (ur. 18 sierpnia 1968 w West Bloomfield Township) – amerykański łyżwiarz szybki specjalizujący się w short tracku, srebrny medalista igrzysk olimpijskich, brązowy medalista drużynowych mistrzostw świata i zimowej uniwersjady.
W lutym 1994 roku wystąpił na igrzyskach olimpijskich w Lillehammer. Zdobył srebrny medal olimpijski w biegu sztafetowym (amerykańską sztafetę stanowili poza nim Randall Bartz, Eric Flaim i Andrew Gabel). Ponadto dwukrotnie zajął 19. pozycję w biegach indywidualnych – na 500 i 1000 m.
W 1995 roku zdobył brązowy medal drużynowych mistrzostw świata. W 1993 roku w Zakopanem wywalczył brązowy medal zimowej uniwersjady w biegu sztafetowym. 